# にぎやかな死体
「にぎやかな死体」（にぎやかなしたい、原題: The Unquiet Dead）は、イギリスのSFテレビドラマ『ドクター・フー』のシリーズ1第3話。脚本はマーク・ゲイティス、監督はユーロス・リンが務め、イギリスでは2005年4月9日にBBC Oneで初めて放送された。日本では2006年9月27日にNHK BS2で初放送された。
本エピソードでは異星人のタイムトラベラーである9代目ドクターと彼のコンパニオンのローズ・タイラーが1869年ヴィクトリア朝時代のクリスマス・イブのカーディフへ旅し、幽霊騒動に巻き込まれる。ドクターとローズはチャールズ・ディケンズや、死体の蘇る姿を目撃した葬儀屋のスニーズと手を結び、幽霊の正体がカーディフに開いた時空の裂け目から出現して死体を乗っ取って生きるガス状生命体ゲルスであることを暴く。
「にぎやかな死体」は新シリーズで過去を舞台にした初めてのエピソードであり、『ドクター・フー』が扱う時代の範囲を示すことを意図されていた。脚本の草案では霊媒に焦点が当てられ暗いトーンであったが、ゾンビを扱う脚本に変更されコミカルな調子が加えられた。チャールズ・ディケンを研究して何度もサイモン・キャロウは、ディケンズが正しく描写されていると感じ、ディケンズ役を引き受けた。また、本作は女優イヴ・マイルズがシリーズに初めて出演したことも特徴であり、彼女は後に『ドクター・フー』のスピンオフシリーズである『秘密情報部トーチウッド』で2006年からグウェン・クーパー役を演じることとなった。『ドクター・フー』の制作陣の本拠地である現代のカーディフではヴィトリア朝時代の建築物が少ないため、1ヶ所は2004年9月にカーディフでロケが行われたものの、本エピソードの撮影は主に同月にモンマスで、9月から10月にかけてはペナースで行われた。スタジオでの撮影は9月から10月にかけてニューポートとユニットQ2倉庫で撮影された。
ゲルスの主な視覚効果としてCGIが用いられた。「にぎやかな死体」は初放送でイギリスにて886万人の視聴者を獲得し、道徳的ジレンマの欠落と脚本の一部を非難する批評家もいたものの、一般に高評価を得た。

## 制作

### 脚本

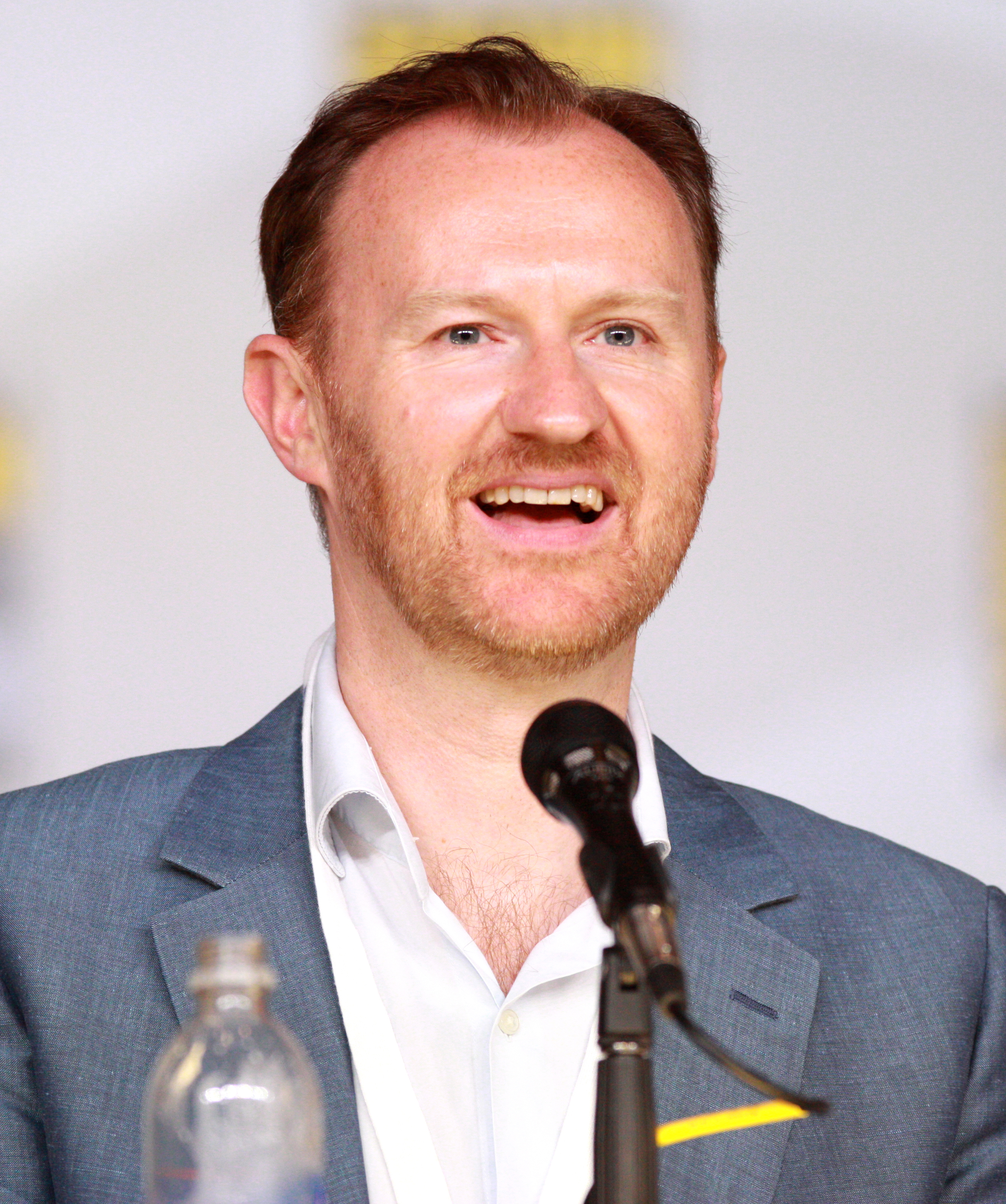
脚本家マーク・ゲイティスは、本エピソードのクリスマスの設定に影響したディケンズの1843年の小説『クリスマス・キャロル』のファンであった

エグゼクティブ・プロデューサー兼ヘッドライターのラッセル・T・デイヴィスがシリーズ1第3話として「にぎやかな死体」のコンセプトを思いつき、現代の「マネキンウォーズ」と遠い未来の「地球最後の日」に続いて過去を旅することで番組の範囲を示そうとした。また、本エピソードはドクターを目的と違う場所へ連れて行くというターディスの仕様が再登場しており、これは新シリーズではこれまで描かれなかったものである。新シリーズが制作されているカーディフを舞台にすることが重要であるとデイヴィスは感じ、舞台をヴィトリア朝時代に設定してチャールズ・ディケンズに焦点を当てようとした。デイヴィスのオリジナルの脚本には偽の霊媒が登場し、ゲルスは降霊術ホテルを舞台にしていた。偽物の霊媒師が最下層に、スニードが彼の本物の霊媒能力に気付かないまま最上位に就いているという設定であった。しかし、制作チームの間でグウィネスの人気が上がり、彼女が霊媒役を務めることとなった。また、ゲイティスは憑依とゾンビに興味を持った。本来脚本に組み込まれていたスニードの妻は削除され、グウィネスが話の心臓部であるためスニードの妻は不要であるとゲイティスは考えた。
タイトルの原案には "The Crippingwell Horror" と "The Angels of Crippingwell" があった。オリジナルの脚本はさらに暗く、グウィネスの弟の劇中以前の死の詳細も盛り込まれていたが、後の脚本はより遊びの要素が追加された。ゲルスという名は頭にパッと浮かんだとゲイティスは主張した。ゲルスの出自をシンプルにするため、あらすじには時空の裂け目が追加された。
ゲイティスは元々ディケンズをエピソードに登場させることに反対しており、歴史上の人物と遭遇したことを伝統的にドクターに言及させるだけに留める気でいた。しかし、最終的に彼はディケンズを登場させる気になった。ゲイティスはクリスマス・キャロルのファンであったため、彼は舞台をクリスマスに設定した。彼は後にエベネーザ・スクルージを鏡写しにしたディケンズの旅を実現させた。あるシーンにおいて、ゲイティスは『クリスマス・キャロル』を反映してディケンズの背後のドアのノッカーを一瞬ゲルスの顔に見せようとしたが、この視覚効果は実現しなかった。本エピソードは元々ターディスの中から始まる予定であり、これはゲイティスが最初にローズの目を通して1860年を描写したかったためである。これは変更されたが、彼は依然としてタイムトラベルの素晴らしさを描写した。ドアが開いたときに雪がターディスの中へ舞い込む描写が原案にはあったが、予算の理由でこれはカットされた。ドクターがローズがゲルスを倒さずに去った場合の結果として、二人が未来へ行って死体に溢れた世界を見るシーンをデイヴィスは要求したが、撮影に予算がかかりすぎるため実現しなかった。ドクターとディケンズが馬車で会話をするシーンの間、ディケンズの作品に倣って御者が二人に叫んで馬車が事故を起こす予定であったが、これも予算のため実現しなかった。

### キャスティング

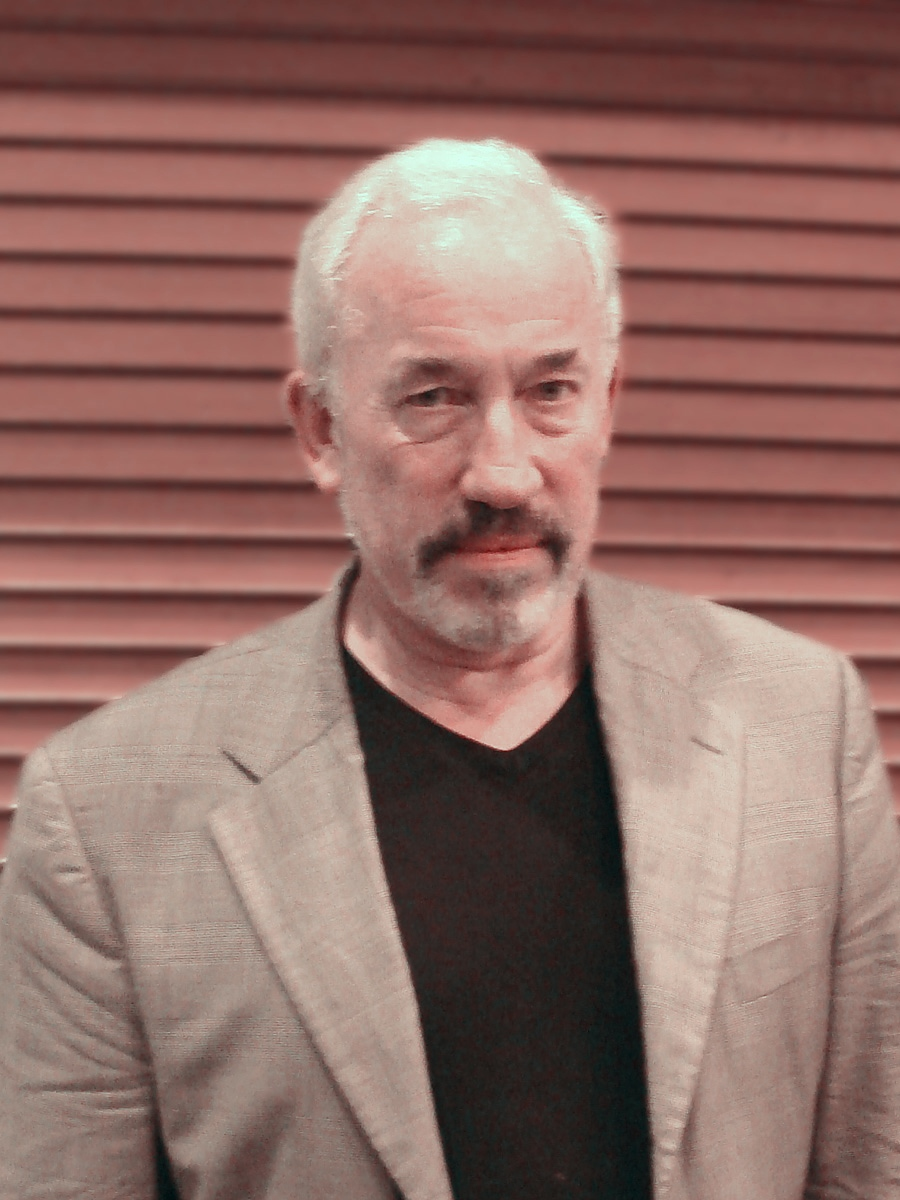
俳優かつチャールズ・ディケンズの専門家であるサイモン・キャロウは、「マーク・ゲイティスがディケンズの全てを知っている」と感じてエピソードに携わった

ディケンズを演じたサイモン・キャロウは、彼に関する幅広い知識を持つほか、彼の役を演じ、作品をリメイクした経験があるゆえに役に適していると考えられた。ディケンズ役を演じるこのなら脚本の質が十分に高くなければならないとキャロウは主張した。ディケンズが『ドクター・フー』で取り上げられると聞いた際に、彼は「フィクション作品はディケンズを単なるヴィクトリア朝時代の文学的な登場人物として扱う傾向があり、彼や彼の生涯・作品をほとんどあるいはまったく理解していない」と感じて心が沈んだ。監督のユーロス・リンは、キャロウが興味を持つ物が彼を引き込む鍵であると述べた。『ドクター・フー』での役を宣伝する際、キャロウは「マーク・ゲイティスはまさにディケンズにまつわる全てを知っている」「彼の唯物論とドクターの情熱が非常に巧妙に結びついて世界を救う」と主張した。また、「にぎやかな死体」でエネルギッシュよりもむしろ病気や悲壮といった人生の終わりに向かう人物としてディケンズが描写されていることに、キャロウは喜びを抱いた。2011年のエピソード「ドクター最後の日」では、キャロウがディケンズ役としてわずかに再出演した。
グウィネスを演じたイヴ・マイルズは、元々別の映画の役があったため撮影に参加する予定ではなかった。しかし、彼女の事務所がマイルズにグウィネス役を知らせると、『ドクター・フー』の評判が良かったことと、エクルストンが彼女の最もお気に入りの俳優の一人であったこともあり、彼女はオーディションに熱意を発揮した。うっかり「私はヌーディスト・コロニーを支持する (I support Nudist Colonies)」というスローガンの下で接吻を交わす全裸の女性が二人描かれたTシャツを着てオーディションに参加し、外見がグウィネスの性格と完全に対照的だったことから不採用になったとを確信した彼女であったが、合格通知を受け取ることとなった。通知を受け取った後、彼女は映画への出演と『ドクター・フー』との間で優劣をつけることを避け、彼女の事務所が「にぎやかな死体」に出演するよう決定した。ラッセル・T・デイヴィスは彼女の演技に魅力を感じてウェールズの最も守られた秘密の1つとまで確信し、後に彼女を主人公とした『ドクター・フー』のスピンオフ作品『秘密情報部トーチウッド』を執筆した。マイルズが演じる『秘密情報部トーチウッド』の登場人物グウェン・クーパーは、『ドクター・フー』「旅の終わり」でドクターに家族の歴史を問われ、グウィネスに関連を持つことが匂わされた。俳優アラン・デイヴィッドはスニード役を演じ、ゲイティスはデイヴィッドを見て育ったため、彼の出演に喜んだ。

### 撮影と効果
ストーリーの舞台は19世紀のカーディフであるが、撮影に向いたカーディフに残るヴィトリア朝時代風の建築物は多くなかった。
ディケンズの朗読の撮影は2004年9月19日にカーディフの New Theatre で行われた。9月20日にはシアターの外側とディケンズの出発シーンが撮影され、これは Swansea Marina のカンブリアン・プレイスで行われた。葬儀屋の外観はモンマスのビューフォートアームスホテルで、9月21日に撮影された。カーディフ広場のそのほかのシーンはモンマスのチャーチ・ストリートとセント・マリーズ・ストリートで9月22日に撮影された。紙吹雪が雪として撒かれた際に馬が怖がるという問題が生じ、空から落ちる雪には泡状物質が使用された。
ニューポートのユニットQ2倉庫でのスタジオ撮影の日は9月23日だった。
スニードの店の内装はかつて児童保育施設であったペナースのヘッドランズ校が使用され、9月27日から10月2日にかけて撮影が行われた。ヴィトリア朝時代の遺体安置所の調査に基づき、制作チームは主な色の構想として赤色とセピア色を選択した。エピソードの時間が短くなった際、追加シーンとピックアップシーンが10月19日と20日に撮影された。ユニットQ2でのさらなるシーンは10月22日に撮影され、これにはピックアップシーンとゾーイ・ソーンのゲルス役の収録が含まれた。ソーンはゲルスの頭の撮影を他の俳優と別個に行い、これがアニメーションのテンプレートに用いられた。他のシーンでは、ソーンはゲルスに憑依された遺体を演じる俳優に声を合わせようとした。
ゲルスに操られる死体を演じた俳優は、補綴物のない陰とコンタクトレンズだけのシンプルなメイクを施した。制作チームは番組の視聴者を気にかけ、顔の特徴を失わせないことに決定した。当初は視覚効果会社 The Mill がCGIをエーテルの渦巻きとして計画していたが、降霊術の場面ではゲルスの口に生命を吹き込むという課題に直面した。The Mill は必要以上のCGIを作成したため、他の登場人物に焦点を当てるショットでの小さな渦巻きで穴埋めを施した。

## 放送と批判
「にぎやかな死体」はイギリスではBBC Oneで2005年4月9日に初めて放送された。アメリカ合衆国では2006年3月24日にSyFyで放送された。当日夜のイギリスでの視聴者は830万人、番組視聴占拠率は37%に達し、最終的な視聴人口は886万人に上った。「にぎやかな死体」は幼い子どもには怖すぎると感じた保護者から批判を受けたが、BBCは最年少の子供向けではなかったとして苦情を跳ね除けた。
日本では2006年9月27日にNHK BS2で初めて放送され、日本上陸を果たした。地上波での日本初放送はNHK教育によるもので、2007年9月4日に放送された。2011年3月19日には LaLa TV で放送された。

## 評価
『ドクター・フー』の小説家兼 Faction Paradox の創設者ローレンス・マイルズは「にぎやかな死体」の放送1時間後以内に本作の痛烈な批判を投稿し、気前の良い人間（ドクター）を利用する亡命者（ゲルス）を悪として描く政治的なサブテキストに焦点を当てた。彼は脚本を「外国人嫌悪を促進し、あらゆる外国人を侵略者と主張している」と非難し、特にニュースの一面記事はイギリスへの移民についてであった。このレビューは主にマーク・ゲイティスについてのコメントがインターネット上で大きな反発を呼び、マイルズは個人的に連絡を取られて出版社とのトラブルに発展した。マイルズはレビューを削除して改定版を投稿したが、オリジナル版は彼の別のウェブサイトで閲覧可能である。
『デジタル・スパイ』誌のデック・ホーガンは「本当に面白い」「美しくダークだ」と主張し、後に本エピソードをゾッとする物語と表現した。『ガーディアン』誌のチャーリー・ブルッカーは本エピソードについて「BBCの歴史において放送された家族向けエンターテイメントの最高傑作かもしれない」「それは賢くて、面白くて、エキサイティングで、感動的で、（中略）素晴らしい映像で、そして本当に恐ろしい箇所もある」と称賛した。また、彼はナイジェル・ニールのスタイルとの類似性も述べている。Now Playing 誌の批評家アーノルド・T・ブランバーグは「にぎやかな死体」の評価をA-として壮観であると評価したが、「ただのガスの存在だけでゲルスを人間の宿主から引きずり出した、都合の良い弱いプロットポイントといったぎこちなさはある」とした。また、彼は効果のない失態をドクターが晒したことについてエクルストンを批判し、解決の際に役に立たなかったと述べた。2013年に『ラジオ・タイムズ』誌のマーク・ブラクストンは本エピソードについて「冬のワンダーランドのような、魅力的な煌めく脚本」と表現し、魔術の雰囲気とディケンズの扱いを称賛した。しかし、壮観な渦巻きは全て映画『レイダース/失われたアーク《聖櫃》』であると彼は感じた。
新シリーズのガイドである Who Is the Doctor では、グレアム・バークが本エピソードを初見時に「酷く、酷く落胆させた」としており、これはローズとドクターのキャラクターが物語を動かしておらず、さらに異星人のモラルを議論するのではなく彼らを単なる悪に仕立てたため物語が安全で普通になってしまったためと綴っている。しかし、それでもなお彼は本作を楽しめると記しており、ディケンズのキャラクターや鮮やかにリアルな時代設定、楽しく面白みのある設定を褒めている。バークとともに本を執筆したロバート・スミスは本作を「完全な無茶苦茶」と呼んだ。彼は、ゲイティスがクラシックシリーズをリメイクする気でいたが、中途半端なものにしてしまったと感じた。彼は道徳的ジレンマがないと感じ、スニードのキャラクターが不安定に変化している点も指摘した。彼はエクルストンとパイパーを素晴らしいと評価した一方、ローズとドクターの関係の掘り下げが単純であるとも感じた。